# 姉小路公宣
姉小路 公宣（あねがこうじ/あねこうじ きんのぶ）は、平安時代後期から鎌倉時代前期にかけての公卿。左大臣・三条実房の次男。官位は正二位・権大納言。姉小路に住み姉小路大納言と号す。姉小路家（閑院流）の祖。

## 経歴
養和元年（1181年）、誕生。初名は公信。
元暦2年（1185年）従五位下に叙爵。文治6年（1190年）従五位上に叙され、建久2年（1191年）侍従に任ぜられた。建久5年（1194年）正五位下に進み、翌建久6年（1195年）美濃権介を兼任する。建久7年（1196年）には右近衛少将に任じた。
建久8年（1197年）従四位下に叙される。建久9年（1198年）皇后宮権亮、建久10年（1199年）美濃介を兼ねる。正治2年（1200年）従四位上・左中弁、さらに建仁2年（1202年）正四位下・蔵人頭に叙任され、翌建仁3年（1203年）信濃権守を兼ねた。
元久元年（1204年）従三位に叙され公卿に列す。右近衛中将・美作権守を経て、承元2年（1208年）正三位・参議に叙任。承元5年（1211年）には従二位・権中納言に叙任され、建保3年（1215年）正二位に叙された。建保6年（1218年）中納言に進み、承久2年（1220年）中宮大夫に任ぜられた。承久3年（1221年）権大納言に昇り、貞応2年（1223年）三条有子の立后に伴って中宮大夫を兼ねるが、嘉禄元年（1225年）5月25日より病となり、同27日に父に先立ち45歳で薨去した。

## 官歴
※以下、『公卿補任』の記載に従う。
- 元暦2年（1185年）正月6日：従五位下に叙爵（皇后宮臨時御給）。
- 文治6年（1190年）正月27日：従五位上に叙す（朝覲行幸殷富門院御給）。
- 建久2年（1191年）2月1日：侍従に任ず。
- 建久5年（1194年）10月23日：正五位下に叙す（上西門院承安三年御給）。
- 建久6年（1195年）2月2日[1]：美濃権介を兼ぬ。
- 建久7年（1196年）正月28日：右近衛少将に任ず。
- 建久8年（1197年）正月：従四位下に叙す（殷富門院御給）。少將如元。2月6日[2]：禁色を聴す。
- 建久9年（1198年）正月：新帝昇殿。3月5日：皇后宮権亮を兼ぬ。
- 建久10年（1199年）3月29日[3]：美濃介を兼ぬ。
- 正治2年（1200年）正月5日：従四位上に叙す（皇后宮御給）。4月15日：東宮昇殿を聴す。10月26日：左中弁に転ず。
- 建仁2年（1202年）正月5日：正四位下に叙す。10月20日：蔵人頭に補す。
- 建仁3年（1203年）正月13日：信濃権守を兼ぬ。
- 元久元年（1204年）4月12日：従三位に叙す。
- 元久2年（1205年）3月2日：右近衛中将に遷る。
- 建永2年（1207年）正月13日：美作権守を兼ぬ。
- 承元2年（1208年）正月5日：正三位に叙す（中宮大夫藤原朝臣東大寺供養行事賞）。7月9日：参議に任ず。中將に任ず。
- 承元5年（1211年）正月18日：権中納言に任ず。7月28日：従二位に叙す。
- 建保3年（1215年）4月5日[4]：正二位に叙す。
- 建保6年（1218年）10月9日：中納言に転ず。
- 承久2年（1220年）正月27日[5]：中宮大夫に任ず。
- 承久3年（1221年）10月10日：権大納言に任ず。10月18日：中宮大夫を兼ぬ。
- 承久4年（1222年）3月25日：大夫を止む。
- 貞応2年（1223年）2月25日：中宮大夫を兼ぬ（立后）。
- 嘉禄元年（1225年）5月27日：薨ず。享年45。

## 系譜
- 父：三条実房
- 母：藤原経宗の娘
- 妻：藤原兼光の娘
  - 長男：姉小路実世（1204年 - 1264年）
  - 男子：姉小路実文（? - ?）
  - 男子：姉小路実尚（1211年 - ?）